# Brian Stableford

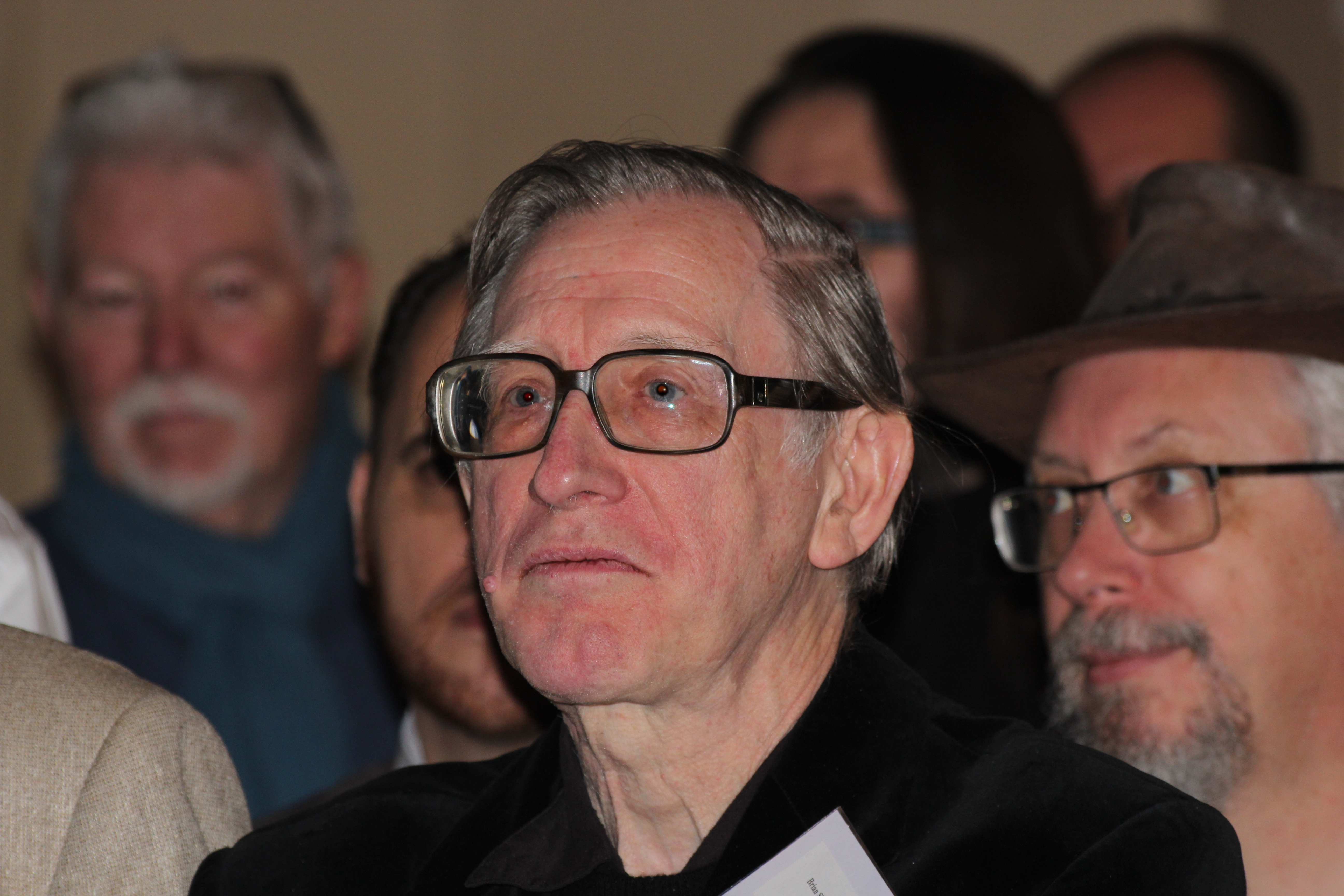
Brian Stableford w 2016 r.

Brian Michael Stableford (ur. 25 lipca 1948, zm. 24 lutego 2024) – brytyjski pisarz fantastyki naukowej, tłumacz i krytyk literacki. Autor ponad 70 książek, w tym wielu powieści z gatunku fantastyki naukowej, ale także opracowań naukowych na temat fantastyki.
Ukończył studia z biologii na University of York w 1969. Ma też studia podyplomowe i doktorat z socjologii. Do 1988 pracował jako wykładowca socjologii na University of Reading. Od tamtej pory jest pełnoetatowym pisarzem.
Jego wcześniejsze książki były publikowane pod nazwiskiem Brian M. Stableford; używał też pseudonimów Brian Craig i Francis Amery.
Jedno z jego opowiadań było nominowane do Nagrody Hugo za najlepsze opowiadanie w 1995. Laureat Nagrody Pielgrzyma za 1999. W 2013 otrzymał Science Fiction & Fantasy Translation Award za swoje tłumaczenia.

## Wybrane pozycje
Cykl Dies Irae
- The Days of Glory (1971)
- In the Kingdom of the Beasts (1971)
- Day of Wrath (1971)

Cykl Hooded Swan
- The Halcyon Drift (1972)
- Rhapsody in Black (1973)
- Promised Land (1974)
- The Paradise Game (1974)
- The Fenris Device (1974)
- Swan Song (1975)

Cykl: Daedalus Mission
- The Florians (1976)
- Critical Threshold (1977)
- Wildeblood's Empire (1977)
- The City of the Sun (1978)
- Balance of Power (1979)
- The Paradox of the Sets (1979)

Cykl: Asgard
- Podróż do Centrum (Journey to the Centre 1982, wyd. pol. Express Books 1991)
- Najeźdźcy z Centrum (Invaders from the Centre 1982, wyd. pol. Express Books 1991)
- The Centre Cannot Hold (1990)

Cykl David Lydyard (Wilkołaki)
- Wilkołaki z Londynu (The Werewolves of London 1990, wyd. pol. Amber 1993)
- The Angel of Pain (1991)
- The Carnival of Destruction (1994)

Cykl Genesys
- Serpent's Blood (1995)
- Salamander's Fire (1996)
- Chimera's Cradle (1997)

Cykl Emortality
- The Cassandra Complex (2001)
- Inherit the Earth (1998)
- Dark Ararat (2002)
- Architects of Emortality (1999)
- The Fountains of Youth (2000)
- The Omega Expedition (2002)
- The Dragon Man: A Novel of the Future (2009)

Cykl Mnemosyne
- The Wayward Muse (2005)
- Eurydice's Lament (2015)
- The Mirror of Dionysius (2016)
- The Pool of Mnemosyne (2018)

Cykl The Empire of the Necromancers
- The Shadow of Frankenstein (2008)
- Frankenstein and the Vampire Countess (2009)
- Frankenstein in London (2011)

Cykl Auguste Dupin
- The Mad Trist / Valdemar's Daughter (2010)
- The Quintessence of August: A Romance of Possession (2011)
- The Cthulhu Encryption: A Romance of Piracy (2011)
- Journey to the Core of Creation: A Romance of Evolution (2011)
- Yesterday Never Dies: A Romance of Metempsychosis (2013)

Cykl Morgan's Fork
- Spirits of the Vasty Deep (2018)
- The Insubstantial Pageant (2018)
- The Truths of Darkness (2019)

Cykl Paul Furneret
- The Painter of Spirits (2019)
- The Quiet Dead (2019)
- Living With the Dead (2019)

### Inne powieści
- Gry wojenne (War Games 1981, wyd. pol. Express Books 1986, 1990)
- Imperium lęku (The Empire of Fear 1988, wyd. pol. Rebis 1991)